# Jusheyhoea ryukyuensis
Jusheyhoea ryukyuensis – gatunek widłonoga z rodziny Chondracanthidae. Opisał go w 1994 roku zoolog Ju-shey Ho.